# Bowdoin (Schiff)
Der Zweimast-Schoner Bowdoin (boʊdɪn) ist ein für den Einsatz nördlich des Polarkreises gebautes Bereisungsboot, das im Zweiten Weltkrieg für die US-Navy in der Grönland-Patrouille als Kriegsschiff eingesetzt war. Heute wird der Klassiker von der Maine Maritime Academy in Castine, Maine zur seglerischen Ausbildung des seemännischen Nachwuchses der US-Handelsmarine genutzt.

## Bau und Geschichte

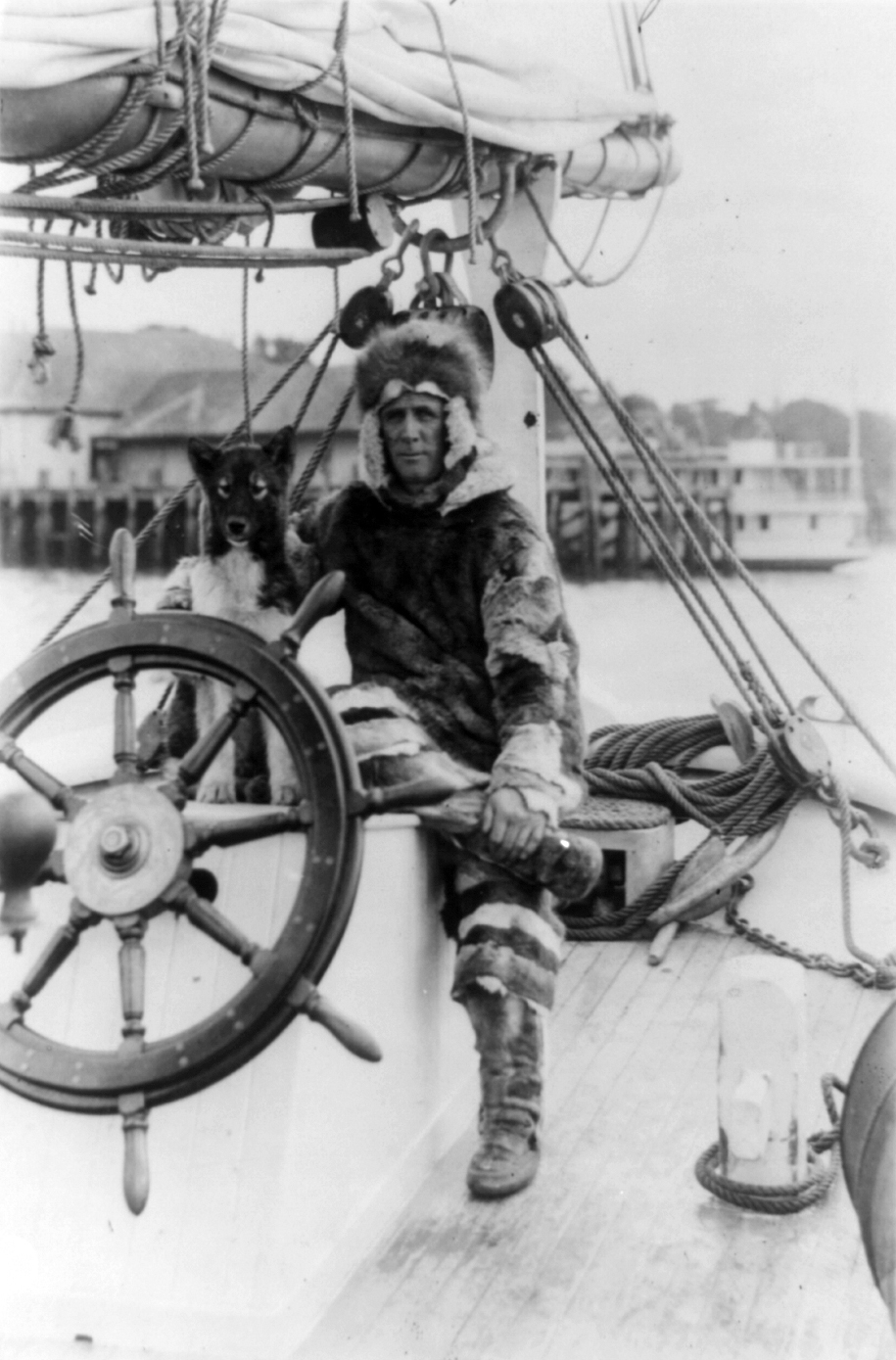
Donald B. MacMillan auf der Bowdoin (1922)

Die Bowdoin wurde 1921 als Forschungsschiff für das Nordmeer nach einem Entwurf von William H. Hand jun. bei Hodgdon Brothers Shipyard in East Boothbay, Maine, für den amerikanischen Polarforscher Donald Baxter MacMillan (1874–1970) aus Freeport, Maine gebaut. Unter seinem Kommando machte sie 26 Reisen über den Polarkreis. Namensgeber war das Bowdoin College in Brunswick, Maine, an dem MacMillan 1898 seinen Abschluss als Geologe gemacht hatte. Dort wurde ihm zu Ehren vom College auch ein Polarmuseum eingerichtet.
1941 wurde die Bowdoin von der US Navy angekauft und unter das Kommando ihres bisherigen Eigners Lieutenant Commander Donald B. MacMillan gestellt. Sie wurde zunächst der Südgrönland-Patrouille zugeteilt. Während ihrer 27 Monate dauernden Abordnung wurden beide Grönland-Patrouillen zu einer zusammengefasst. Die Task Group 24.8 unterstand direkt dem amerikanischen Marinebefehlshaber für die Atlantikflotte. 1943 wurden die eingesetzten Hilfsschiffe der Patrouille zunächst entlastet und zum Jahresende außer Dienst gestellt. Die Bowdoin wurde in Quincy, Massachusetts aufgelegt. Sie wurde dann im Mai 1944 aus der Liste der Navy gestrichen und 1945 als Hulk verkauft.
Seit einigen Jahren wird die Bowdoin von der Maine Maritime Academy als Trainingsschiff für die seglerische Ausbildung des Nachwuchses der Handelsmarine eingesetzt. Am 12. Februar 1980 wurde das Schiff als Konstruktion in das National Register of Historic Places aufgenommen. Am 20. Dezember 1989 erhielt die Bowdoin den Status einer National Historic Landmark.